# Сесілія Фроде
Сесілія Фроде (швед. Pia Ingela Cecilia Frode *14 серпня, 1970, Лінчепінг, Швеція) — шведська акторка театру і кіно.
Закінчила театральну школу у Мальме в 1994 році.
Лауреат премії Золотий жук.

## Вибіркова фільмографія
- Разом (2000)
- Зустріч випускників (2002)
- Космолузер (2009)